# Juda (Ježíšův bratr)
Nezaměňovat se: Jidášem Iškariotským
Juda (případně Judas nebo Jidáš; řecky Ἰούδας) je podle Nového zákona jeden z Ježíšových bratrů (řecky ἀδελφοί, romanizováno: adelfoi, doslova „bratři“). Tradičně je označován za autora Judova listu, krátkého listu, který je počítán mezi sedm katolických listů Nového zákona – je řazen za Pavlovy listy a před knihu Zjevení – a křesťané jej považují za kanonický. Katolíci a východní pravoslavní křesťané se domnívají, že tento Juda je totožný s Judou Apoštolem a že Juda byl možná Ježíšovým bratrancem, ale ne doslova bratrem, nebo snad synem svatého Josefa z předchozího manželství.

## Nový zákon
Viz též: Jakub Spravedlivý
Marek – Mk 6, 3 (Kral, ČEP) a Matouš – Mt 13, 55 (Kral, ČEP) píší, že lidé z Nazareta o Ježíšovi říkají: „Což to není syn tesaře? Což se jeho matka nejmenuje Maria a jeho bratři Jakub, Josef, Šimon a Juda?“. Někteří protestanti, včetně R. V. Taskera a D. Hilla, tyto bratry a sestry obecně spojují s údajem v Mt 1, 25 (Kral, ČEP), že Josef „ji nepoznal, dokud neporodila svého prvorozeného Syna“, a z toho plyne, že Josef a Marie měli poté obvyklé manželské vztahy. K. Beyer však upozorňuje, že řecké ἕως οὗ („dokud“) po záporu „často vůbec neimplikuje, co se stalo po dosažení hranice ,dokudʻ“.
Mnozí křesťané (římští katolíci, pravoslavní a někteří protestanti) věří, že „Ježíšovi bratři“ nejsou biologickými dětmi Marie, ale nevlastními bratry nebo bratranci, což je součástí učení o věčném panenství Marie. 

## Připisování jménu Juda
Judův list mu byl připsán na základě nadpisu „Juda, služebník Ježíše Krista a bratr Jakubův“ – Jud 1, 1 (Kral, ČEP), kde „bratr Jakubův“ je chápán jako bratr Jakuba, bratra Ježíšova.
Klement Alexandrijský, který žil asi v letech 150-215 n. l., ve svém díle „Komentáře k Judovu listu“ napsal, že Juda, autor Judova listu, byl synem Josefa a bratrem Páně (aniž by upřesnil, zda jde o syna Josefa z předchozího manželství nebo Josefa a Marie).
Juda, který napsal katolický list, bratr synů Josefových a velmi zbožný člověk, sice věděl o blízkém příbuzenství s Pánem, ale neřekl, že on sám je jeho bratrem. Co však řekl? „Juda, služebník Ježíše Krista“ – o něm jako o Pánu, ale „bratr Jakubův“. To je totiž pravda: byl to jeho bratr, (syn) Josefův.
Podle dochovaných zlomků díla Výklad výroků Páně apoštolského otce Papiáše z Hierapolisu, který žil asi v letech 70–163 n. l., by Marie, manželka Kleofáše nebo Alfea, měla být matkou Judy, Ježíšova bratra, kterého Papiáš ztotožňuje s Tadeášem: 
Marie, manželka Kleofáše nebo Alfea, která byla matkou biskupa a apoštola Jakuba, Šimona a Tadeáše a jednoho Josefa... (Fragment X).
Salamínský biskup Epifanius ve svém díle Panarion (374–375 n. l.) napsal, že Josef se stal otcem Jakuba a jeho tří bratrů („Joses“, „Šimon“, „Juda“) a dvou sester („Salome“ a „Maria“) nebo („Salome“ a „Anna“), přičemž Jakub byl starším ze sourozenců. Jakub a jeho sourozenci nebyli Mariiny děti, ale Josefovy děti z předchozího manželství. Po smrti Josefovy první ženy, o mnoho let později, když mu bylo osmdesát let, „si vzal Marii (Ježíšovu matku)“.

### Alternativní připisování
Jak „Judas“, tak „Juda“ jsou české překlady řeckého jména Ἰούδας, které bylo v 1. století velmi rozšířené. V průběhu let byla Judova identita zpochybňována a mezi biblisty přetrvávají nejasnosti. Není jasné, zda Juda, bratr Ježíšův, je také Juda, bratr Jakubův, nebo Juda Apoštol, syn Marie, matky Jakuba Menšího a Judy.
V některých seznamech Dvanácti je uveden apoštol Juda, ale v jiných ne. Je nazýván Juda Jakubův. Jméno „Juda Jakubův“, jak je uvedeno v Lk 6, 16 (Kral, ČEP), se někdy vykládá jako „Juda, bratr Jakubův“, ačkoli taková konstrukce běžně označuje vztah otce a syna. Jiné seznamy Dvanácti obsahují jméno Tadeáš, což může být přezdívka téhož apoštola. Jeho přezdívka mohla vzniknout kvůli podobnosti s Ježíšem nebo aby se zabránilo záměně Judy s Jidášem Iškariotským.14][15][16] Místní tradice z východní Sýrie ztotožňuje apoštola Judu s apoštolem Tomášem, známým také jako Juda Tomáš nebo Juda Didymus Tomáš, jak je znám ve Skutcích Tomášových a v Tomášově evangeliu (Tomáš znamená v aramejštině „dvojče“, stejně jako Didymus v řečtině).

## Potomci
Hegesippos, křesťanský spisovatel z 2. století, zmiňuje Judovy potomky žijící za vlády Domiciána (81–96). Eusebius ve své knize Historia Ecclesiae (kniha III, kap. 19–20) uvádí: 
Když však tentýž Domicián přikázal, aby byli Davidovi potomci vyvražděni, podle starobylé tradice někteří kacíři vznesli obvinění proti potomkům Judy (údajně bratra Spasitele podle těla) s odůvodněním, že pocházejí z Davidova rodu a jsou spřízněni se samotným Kristem. Hegesippos tyto skutečnosti líčí následujícími slovy.
„Z Pánovy rodiny žili ještě vnuci Judy, o němž se říká, že byl Pánovým bratrem podle těla.“
„Byly podány zprávy, že patří k rodu Davidovu a že je k císaři Domiciánovi přivedl Evocatus. Domicián se totiž obával Kristova příchodu, stejně jako se ho obával i Herodes. Zeptal se jich, zda jsou Davidovými potomky, a oni přiznali, že ano. Pak se jich zeptal, kolik mají majetku nebo kolik peněz vlastní. Oba mu odpověděli, že mají jen devět tisíc denárů, z nichž každému patřila polovina; a tento majetek se neskládal ze stříbra, ale z pozemku o rozloze pouhých třiceti devíti akrů, z něhož vybírali daně a živili se vlastní prací.“
Pak ukázali své ruce a předvedli tvrdost svých těl a necitelnost, která se na jejich rukou vytvořila neustálou prací jako důkaz jejich vlastní práce. A když se jich ptali na Krista a jeho království, jaké je a kde a kdy se objeví, odpověděli, že to není království časné ani pozemské, ale nebeské a andělské, které se objeví na konci světa, až přijde ve slávě soudit živé i mrtvé a dát každému podle jeho skutků. Když to Domicián uslyšel, nevynesl nad nimi rozsudek, ale opovrhl jimi jako bezvýznamnými, propustil je a dekretem ukončil pronásledování církve.
Když však byli propuštěni, řídili církve, protože byli svědky a také příbuznými Pána. A protože byl nastolen mír, žili až do Trajánovy doby. O těchto věcech vypráví Hegesippos.
Eusebius také vypráví (ve III. knize, kap. 32,5n.), že podstoupili mučednickou smrt za císaře Trajána. 
Epifan ze Salaminy se ve svém Panarionu zmiňuje o jistém Judovi Kyriakovi, Judově pravnukovi, jako o posledním židovském biskupovi Jeruzaléma, který žil ještě po Bar Kochbově povstání.